# Alziro Bergonzo

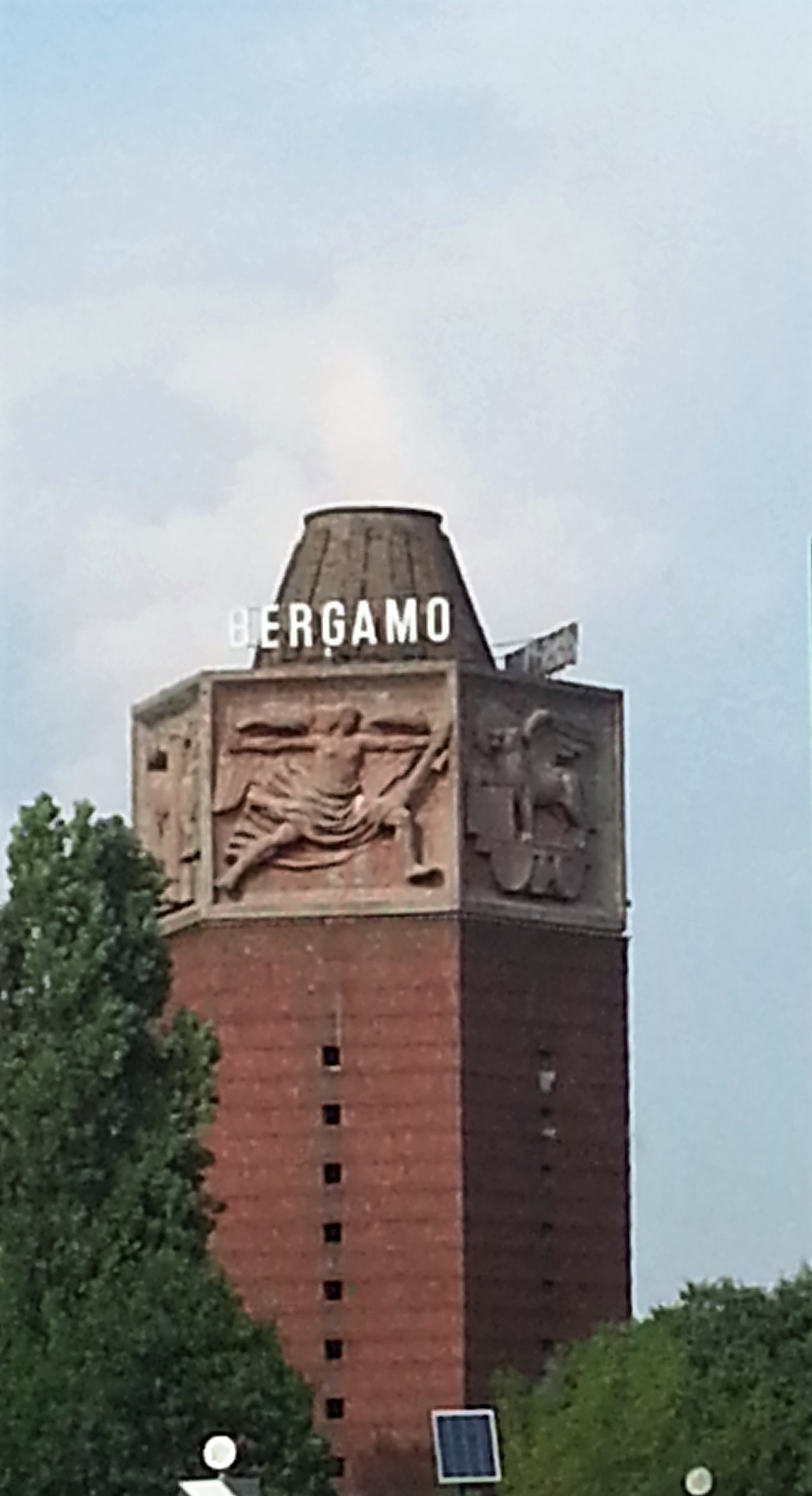
Torre dei venti (Bergamo)

Alziro Bergonzo (Bergamo, 30 dicembre 1906 – Milano, 22 maggio 1997) è stato un architetto e pittore italiano, esponente del razionalismo. È stato definito "un protagonista del Novecento, caratterizzato da grande professionalità e dotato di una raffinata sensibilità formale".

## Biografia
Figlio dell'ingegner Luigi Bergonzo (di origini piemontesi, laureato a Berna e trasferitosi a Bergamo ai primi del '900), studiò al Liceo classico Paolo Sarpi e nel 1925 s'iscrisse alla Facoltà di Architettura del Politecnico di Milano ove fu compagno di studi di Franco Albini e Giancarlo Palanti. Interruppe gli studi per il servizio militare e si laureò nel 1933, relatore Piero Portaluppi.

### Bergonzo architetto del fascismo a Bergamo
Lavorando nello studio paterno ebbe modo di conoscere direttamente altri noti professionisti e artisti nel campo della decorazione. Notato per la qualità dei suoi primi lavori (inclusa la pratica di cantiere presso l'aeroporto di Orio al Serio) cominciò a ricevere varie committenze pubbliche e private, in genere a Bergamo e provincia.
Negli anni '30 Bergonzo progettò numerose Case del Fascio nella bergamasca e oltre (Nembro, Fontanella, Caravaggio, Ponte in Valtellina, Ponte San Pietro), oltre ad altri edifici pubblici (colonia elioterapica di Palazzolo sull'Oglio, asilo materno di Bratto, scuola elementare di Leffe) e opere celebrative in città: il Monumento ai Caduti per la rivoluzione fascista (1937), la fontana "zuccheriera" a Porta Nuova (1939) e la Torre dei venti (1940-41).
Per privati realizzò inoltre l'albergo Franceschetti e il salone dell'hotel Santa Maria al Passo della Presolana (1934), oltre alla villa Trussardi e all'edicola funeraria di famiglia presso il cimitero monumentale di Bergamo.
Allo scoppio della seconda guerra mondiale trasferì lo studio a Roma, ove partecipò al concorso per l'EUR e collaborò con Luigi Moretti per la sistemazione del Foro Italico presso la Farnesina.

### Bergonzo nel dopoguerra
Nel dopoguerra Bergonzo fu epurato dall'Albo professionale per la sua partecipazione al fascismo (era stato anche segretario del GUF), ma già nel 1946 vinse un concorso per la sistemazione del Lido di Venezia e fu reintegrato. Progettò a Bergamo la nuova Villa Trussardi, a Milano il Teatro Manzoni, un'opera portuale in Arabia Saudita, il Palazzo dei Congressi a Stresa (1956-57) e il Cinema Teatro Nuovo (1960), oltre alla Chiesa dei Paolotti a Rimini.
Dopo lavori legate a opere pubbliche, Bergonzo riservò i suoi progetti alla committenza privata, dedicando ampia parte della sua creatività anche al mondo della pittura, che sempre più lo coinvolse negli ultimi anni.
Morì a Milano poco dopo l'inaugurazione, nel dicembre del 1996, dell’ultima sua opera, la nuova Piazza della Libertà a Bergamo.

## Opere

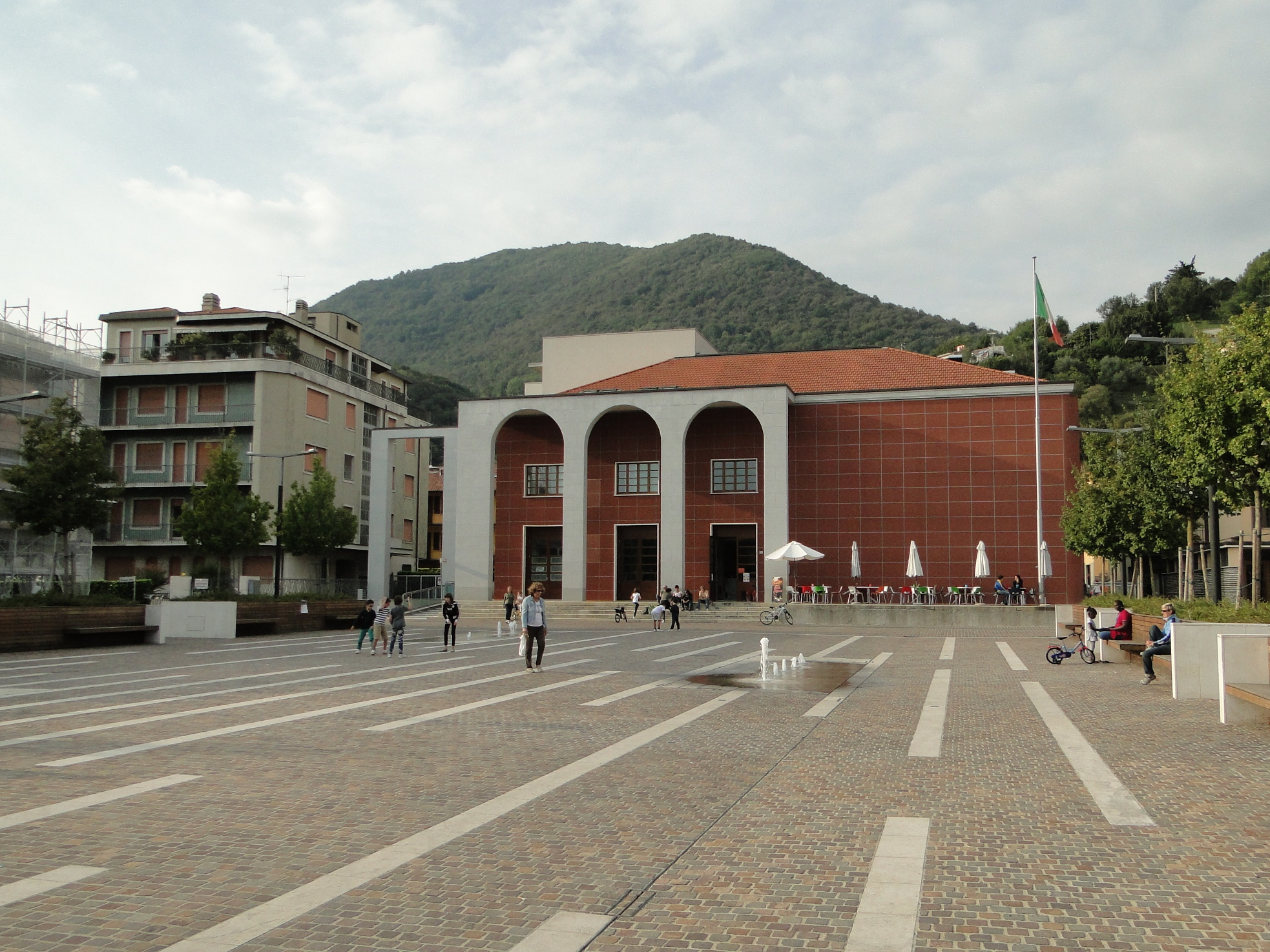
"Casa dell'ONB", poi auditorium Modernissimo, Nembro, 1936

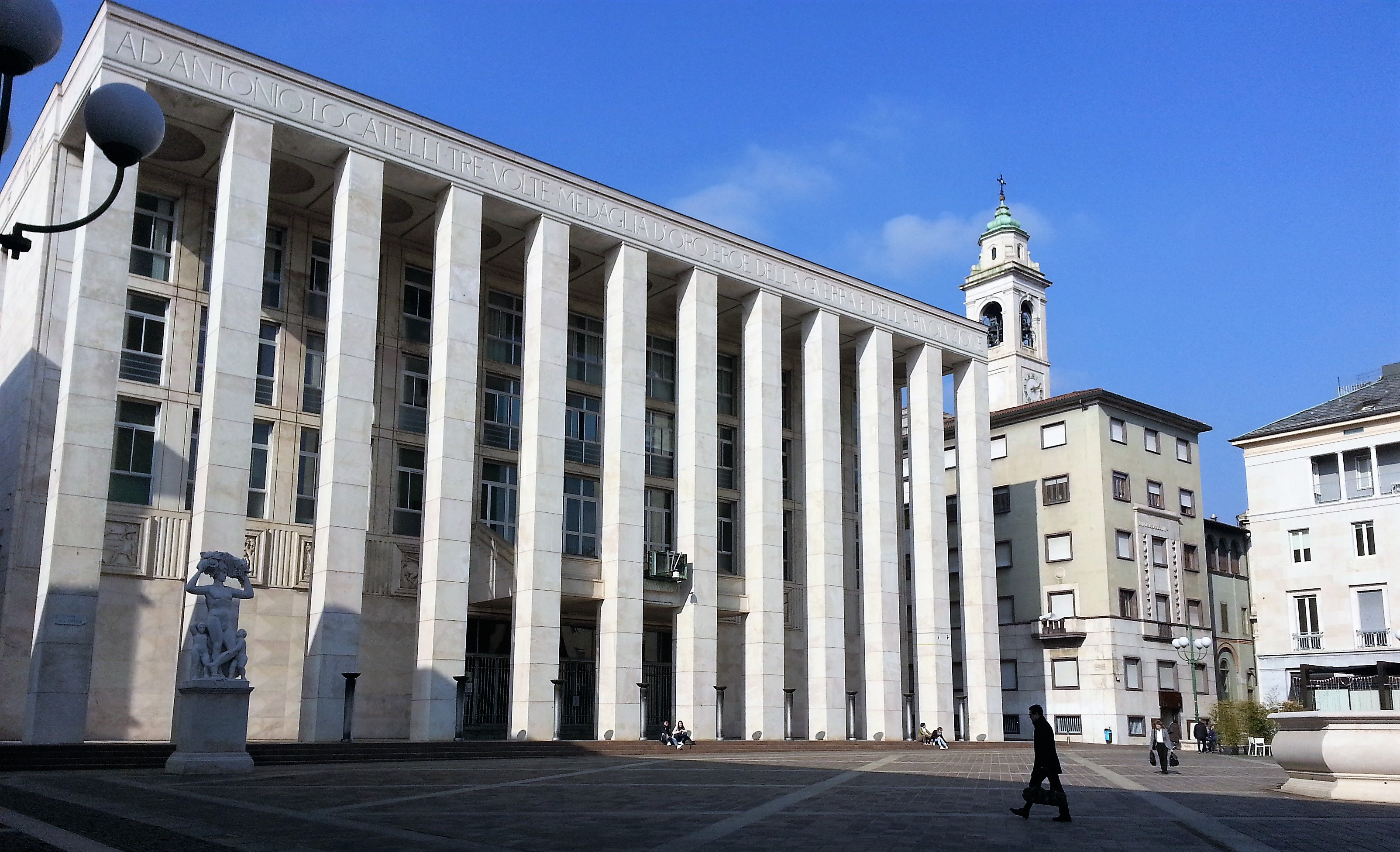
Casa della Libertà (Bergamo), 1939

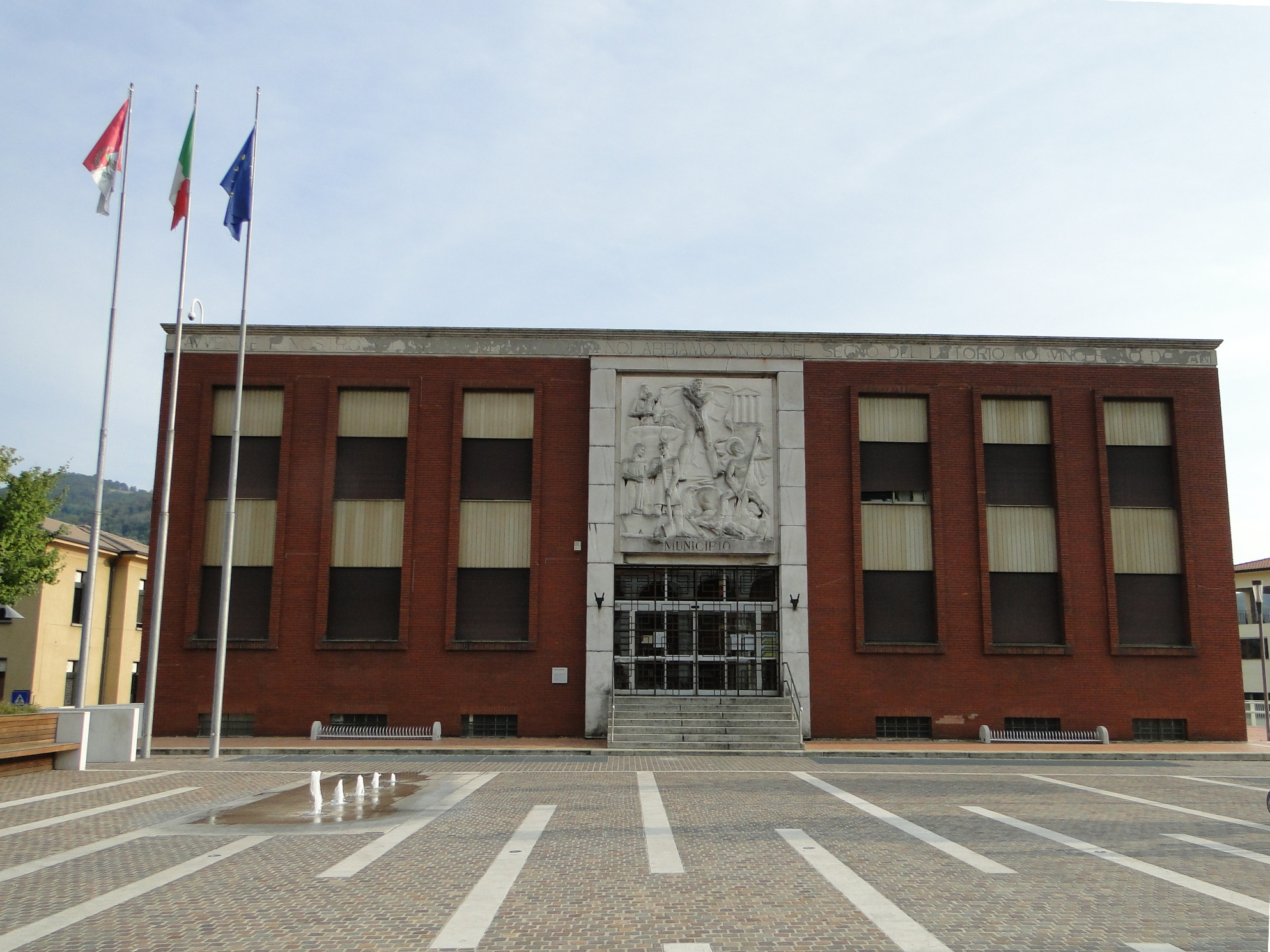
"Casa del Fascio", Municipio di Nembro, Nembro, 1940

- Portale del nuovo cimitero, Gazzaniga (1929-30)
- Hotel Franceschetti, passo Presolana (1929)
- Casa del Balilla, poi Liceo Scientifico F. Lussana, Bergamo (1932)
- Casa Pellegrini, via San Francesco di Assisi, Bergamo (1932-33)
- Salone dell'Hotel Santa Maria, passo Presolana (1934)
- Fontana di Porta Nuova detta zuccheriera , Bergamo (1935-39) - anche in uso come distributore di benzina[2]
- Colonia elioterapica "Cesare Battisti", Palazzolo sull'Oglio (1935-36)[3]
- Casa del Fascio, Fontanella (1935-36)
- Asilo Infantile “Bice Ausenda”, Bratto (1936)
- Casa dell'Opera nazionale balilla, poi Auditorium Modernissimo, Nembro (1936)
- Casa del Fascio, Caravaggio (1935-37)[4]
- Monumento ai Caduti per la rivoluzione fascista (1937-39), demolito nel 1945[5][6]
- Casa del Fascio, Ponte in Valtellina
- Casa Littoria,  poi Palazzo della Libertà, Bergamo (1937-40)
- Casa del Fascio, Ponte San Pietro (1939)
- Scuola Elementare, Leffe (1939).
- Torre dei venti, casello dell'autostrada, Bergamo (1940-41)
- Palazzo Italo Balbo, poi Municipio, Nembro (1940)
- Villa Trussardi, via Diaz/Cadorna, Bergamo (1945), demolita nel 2012[7][8][9]
- Sistemazione del Lido di Venezia, 1946
- Cinema Teatro Manzoni, Milano (1946-50)[10]
- Opera portuale in Arabia Saudita (1953-54)
- Ampliamento divisione tessile dello stabilimento Reggiani, Bergamo (1954-57)[11][12]
- Palazzo dei Congressi, Stresa (1956-57)
- Cinema Teatro Nuovo, Bergamo (1960)
- Palazzo per uffici e un teatro al Cairo
- Chiesa di Sant'Antonio o dei Paolotti, piazza Tre Martiri, Rimini (1963)[13]
- Fourth La Valletta City Gate, Malta (1964-65), demolita nel 2011